# Steven Küchler
Steven Küchler (* 5. November 1975 in Schmölln, Thüringen) ist ein deutscher Boxtrainer und ehemaliger Boxer.

## Amateurkarriere
Küchler begann während seiner Schulzeit in Weimar mit dem Boxsport und trainierte im Club BSG Motor Weimar. Später besuchte er die Kinder- und Jugendsportschule in Halle (Saale) und boxte im Verein SC Chemie, wo er von Hans-Jürgen Witte betreut wurde. Im letzten DDR-Jahr, 1989, gewann er die Kinder- und Jugendspartakiade.
Nach der Wiedervereinigung wurde sein Club in SV Halle umbenannt. Er gewann im April 1992 die Goldmedaille im Bantamgewicht bei der Junioren-Europameisterschaft in Edinburgh und wurde darüber hinaus zum besten Boxer des Turniers gewählt. Im Oktober 1992 gewann er dann auch eine Bronzemedaille im Federgewicht bei der Junioren-Weltmeisterschaft in Montreal, sowie im September 1993 ebenfalls eine Bronzemedaille im Leichtgewicht bei der Junioren-Europameisterschaft in Thessaloniki.
Ab 1994 boxte er in der Bundesliga und wurde 1995 nach einer Finalniederlage gegen Oktay Urkal Deutscher Vizemeister im Halbweltergewicht. Als Sportsoldat beim Sanitätsbataillon 131 in Halle konnte er dann auch an den Sommer-Militärweltspielen 1995 in Rom teilnehmen, wo er die Goldmedaille im Halbweltergewicht erkämpfte.
1996 wurde er schließlich Deutscher Meister im Weltergewicht und nahm an der Europameisterschaft in Vejle teil, wo er im Achtelfinale gegen Leonard Doroftei unterlag. 1998 gewann er erneut die Deutsche Meisterschaft im Weltergewicht, schied bei der Europameisterschaft in Minsk kampflos in der Vorrunde gegen Oleg Saitow aus, gewann jedoch die Goldmedaille im Weltergewicht bei der Militär-Weltmeisterschaft in Warendorf.
1999 wurde er wieder Deutscher Meister im Weltergewicht und startete bei der Weltmeisterschaft in Houston, wo er im Viertelfinale knapp mit 4:5 gegen den späteren Vizeweltmeister Timur Gaidalow verlor. Zudem unterlag er in der Vorrunde der Europameisterschaft 2000 in Tampere gegen Bülent Ulusoy.
Im November 1999 startete er bei der europäischen Olympiaqualifikation in Bukarest und erkämpfte sich mit Siegen gegen Gocha Abashidze, Emir Salčinović und Oleg Saitow einen Startplatz bei den Olympischen Spielen 2000 in Sydney. Dort besiegte er Mosolesa Tsie und Giovanni Lorenzo, ehe er im Viertelfinale gegen Dorel Simion ausschied.
Bei der Weltmeisterschaft 2001 in Belfast verlor er in der Vorrunde erneut gegen Timur Gaidalow.
Darüber hinaus war er siebenfacher Gewinner des Chemiepokals von Halle und gehört damit zu den erfolgreichsten Teilnehmern dieses Turniers. Er gewann den Titel 1996 im Leichtgewicht, 1995, 1997 und 1998 im Halbweltergewicht, sowie 1999, 2000 und 2001 im Weltergewicht. Zu den besiegten Gegnern zählten Reynaldo Galido, Heiko Hinz, Jurij Nuschnenko, Lukáš Konečný, Tümentsetsegiin Üitümen und Xavier Noël.

## Profikarriere
2002 erfolgte nach dem Ablauf der Dienstzeit als Sportsoldat sein Wechsel ins Profilager, wo er beim Hamburger Boxstall Universum Box-Promotion unter Vertrag stand. Von August 2002 bis September 2004 bestritt er sieben Kämpfe, wobei er im letzten durch TKO in der vierten Runde gegen Zoran Didanović verlor. Im Juni 2010 und erneut im August 2011 bestritt er noch jeweils einen Kampf, wobei er letzteren durch TKO in der dritten Runde gegen Łukasz Wawrzyczek verlor.

## Trainertätigkeit
Schon während seiner aktiven Zeit als Boxer coachte und trainierte er aushilfsweise andere Sportler, ehe er ein Kombi-Studium zum Diplom-Trainer des DSB an der Trainerakademie Köln und der DHfK Leipzig abschloss. Nach seiner Wettkampfkarriere machte er sich als Personal-Trainer selbstständig, gründete und baute den Boxclub Olympia Leipzig 05 e. V. auf.
Ab 2006 war er für sechs Monate Cheftrainer beim neugegründeten Profiboxstall Arena Box-Promotion, wo er unter anderem Herbie Hide, Selçuk Aydın und Alexander Sipos trainierte. Nach seinem Weggang von Arena wurde er wieder selbstständiger Trainer und betreute unter anderem die Boxer Gbenga Oluokun, Nicole Wesner und Roamer Angulo.